# Acrulogonia tecta
Acrulogonia tecta är en insektsart som beskrevs av Godoy et Nielson 2000. Acrulogonia tecta ingår i släktet Acrulogonia och familjen dvärgstritar. Inga underarter finns listade i Catalogue of Life.